# Mary Scheer
Mary Scheer (Detroit, 19 de março de 1963) é uma atriz, comediante, roteirista, produtora e dubladora norte-americana. Conhecida por participar do elenco da sitcom iCarly, da Nickelodeon, como Marissa Benson (Sra. Benson), a mãe viúva e super-protetora de Freddie Benson. Ela também foi integrante do elenco original de MADtv, dublou a zeladora Alice na série de animação The Penguins of Madagascar e participou da série Bunk'd, do Disney Channel, como Gladys.

## Filmografia
| Ano       | Título                                   | Personagem                   |
| --------- | ---------------------------------------- | ---------------------------- |
| 1988      | The New Adventures of Pippi Longstocking | Equipe de Dublagem Americana |
| 1989-1997 | L.A. on $5 a Day                         | Mulher sem-teto              |
| 1991      | The Chick's a Dick                       | Boca-de-lobo                 |
| 1994      | It's Pat                                 | Enfermeira                   |
| 1995      | Ding Dong                                | Doris Pritt                  |
| 1995      | Not of This Earth                        | Vendedora                    |
| 2001      | Elvira's Haunted Hills                   | Ema Hellsubus                |
| 2001      | The New Women                            | Nancy                        |
| 2001      | Chump Change                             | Agente #2                    |
| 2005      | It Can Always Get Worse                  | Kathy                        |
| 2008      | iCarly no Japão                          | Marisa Benson (Sra. Benson)  |

| Ano       | Título                          | Personagem                   | Notas                                               |
| --------- | ------------------------------- | ---------------------------- | --------------------------------------------------- |
| 1993      | Quantum Leap                    | Outra Mulher                 |                                                     |
| 1995      | Sawbones                        | Repórter #1                  |                                                     |
| 1995      | O Quinteto                      | Sra. Shaver                  |                                                     |
| 1995      | Beverly Hills, 90210            | Marcia Ramsden               |                                                     |
| 1995-1998 | MADtv                           | Várias personagens           | Creditada em 66 episódios                           |
| 1995-1998 | Seinfeld                        | Sra. Smoth, Joan             |                                                     |
| 2000      | Dropping Out                    | Betty Brockton               |                                                     |
| 2001      | Primetime Glick                 | Várias personagens           |                                                     |
| 2001      | X-Chromosome                    |                              |                                                     |
| 2001      | Reno 911!                       | Tina, proprietária da Creche |                                                     |
| 2006      | Free Ride                       | Louise                       |                                                     |
| 2007-2012 | iCarly                          | Marisa Benson (Sra. Benson)  | Personagem recorrente                               |
| 2007      | Halfway Home                    | Esposa do Alan               | "Halfway Innocent"                                  |
| 2007      | The Suite Life of Zack and Cody | Sra. Laura Bird              | "A Professora de Verão de Zack"                     |
| 2009      | Hannah Montana                  | Norma                        | "Não Posso Chegar em Casa por Você, Garota"         |
| 2010      | Good Luck, Charlie!             | Patricia                     | "Teddy Está Partindo os Corações da Banda do Clube" |
| 2014      | Sam & Cat                       | Marissa Benson               | ''The Great Tuna Jump: Reunion Special''            |
| 2015-2017 | Bunk'd                          | Gladys                       | Personagem recorrente (Ate a 2 Temporada)           |
| 2021-2022 | ICarly                          | Marisa Benson (Sra. Benson)  | Revival de iCarly                                   |

| Ano  | Título                                  | Personagem           | Notas      |
| ---- | --------------------------------------- | -------------------- | ---------- |
| 1997 | King of the Hill                        | Grace                | Série      |
| 1997 | Lands of Lore: Guardians of Destiny     | Várias personagens   | Video game |
| 1999 | Family Guy                              | Ann Landers/Mary/Mãe | Série      |
| 2000 | Batman Beyond: Return of the Joker      | Sra. Drake           |            |
| 2000 | Hey Arnold!                             | Suzie Kokoshka       |            |
| 2003 | MXC: Most Extreme Elimination Challenge | Vozes femininas      |            |
| 2009 | The Penguins of Madagascar              | Alice                |            |